# فرودگاه ون سنت
فرودگاه ون سنت (به انگلیسی: Van Sant Airport) یک فرودگاه همگانی است که یک باند فرود چمن دارد و طول باند آن ۴۰۸ متر است. این فرودگاه در کشور ایالات متحده آمریکا قرار دارد و در ارتفاع ۱۱۹ متری از سطح دریا واقع شده‌است.